# Gima Makoto
Gima Makoto (jap. 儀間 真謹, alternative Lesung: Gima Shinkin; * 28. September 1896 auf Okinawa; † 1989) war Großmeister des Karate (10. Dan) und der erste Schwarzgurt im Karate überhaupt.

## Leben
In seiner Heimat erlernte Gima ab dem Jahre 1912 unter den Meistern Itosu Yasutsune und Yabu Kentsū Karate.
Nach dem Abschluss der Schule studierte er in Tokyo auf der Tokyo Shoka Daigaku, der heutigen Hitotsubashi-Universität.
In Tokyo traf er 1922 auch seinen Landsmann Funakoshi Gichin, einen älteren Karate-Meister, der auf Einladung von Kanō Jigorō, dem Gründer des modernen Judo, nach Japan gekommen ist, um dort Karate zu präsentieren. Funakoshi machte Gima zu seinem ersten Assistenten und führte mit ihm zusammen zum ersten Mal die früher geheime Kampfkunst Okinawas auf dem japanischen Festland vor.
Im März 1923 erhielt er von Funakoshi – der sich entschlossen hatte das Dan-System, das Kanō im Judo entwickelt hat, auch im Karate zu etablieren – als erster Karateka überhaupt den ersten Dan und Schwarzen Gürtel im Karate.
Er begleitete Funakoshi noch einige Jahre und gründete dann sein eigenes Dōjō. Meister Gima war zudem maßgeblich am Aufbau der JKA und des Shotokai beteiligt.
1956 erhielt er von Meister Kanken Toyama vom Shidokan den 10. Dan verliehen und war damit bis zu seinem Tod 1989 der am höchsten graduierte Meister des Shotokan-Karate. Im selben Jahr 1965 gründete Gima die GIMA-HA SHOTO-RYU Karatedo Association in Japan.
Heute wird sein spezieller Stil, der neben dem frühen Funakoshi-Karate auch Elemente seiner ersten Lehrer Itosu und Yabu beinhaltet, als Gima-ha Shoto-Ryu von seinen Meister-Schülern
- Higuchi Ikuo (9. Dan IMAF Hanshi)
- Kobayashi Mitsunori (8. Dan)
- Narumi Hidetada (7. Dan)

weltweit unterrichtet.
Speziell in Kanada ist die Gruppe sehr aktiv, aber auch in Deutschland wird regelmäßig im Rahmen der großen Budo-Lehrgänge der IMAF von Higuchi (der auch Nakayama Masatoshis JKA-Dojo leitete) das Gima-Ha-Karate gelehrt.
2008 wurde die GIMA-HA Deutschland mit offizieller Erlaubnis vom japanischen Vorsitzenden Kobayashi gegründet. Die GIMA-HA Deutschland hält regen Kontakt nach Japan und Kanada und pflegt den internationalen Austausch von Schülern und Dan-Trägern.